# HTC One
De HTC One (codenaam HTC M7) is een Android-smartphone van het Taiwanese bedrijf HTC. Het toestel moest het bedrijfsvlaggenschip worden van 2013 en werd aangekondigd op 19 februari 2013. De telefoon werd oorspronkelijk op 15 maart 2013 in Nederland en België gepland, maar door een waarschijnlijk tekort aan onderdelen werd deze deadline verschoven naar 16 april. Inmiddels is de HTC One in Nederland en België verkrijgbaar en is een kleinere versie ervan tentoongesteld, de One Mini. Ook is er een grotere versie, de One Max.

## Design
De behuizing van de smartphone bestaat volledig uit aluminium, wat sterker is dan het veel gebruikte plastic. Het design doet denken aan de BlackBerry Z10, zoals de onderkant die iets uitloopt en de dunne rand, maar de hoeken bij de HTC One zijn meer afgerond. Op de voorkant van het toestel is (van boven naar beneden) een Beats Audio-speaker, de voorste camera, het aanraakscherm, het HTC-logo en nog een Beats Audio-speaker te zien. Ook bevinden zich er twee capacitieve knoppen naast het HTC-logo: de linkerknop is de terugknop en de rechterknop is de thuisknop. De telefoon is aan de achterkant licht gebogen, waar het in het midden ongeveer 9 millimeter meet en aan de rand 5 millimeter dik is. Het oppervlak van de achterkant is minimalistisch, met centraal bovenaan de camera en flitser en onderaan het logo van Beats Audio. Boven op het toestel zit de aan-en-uitknop en een ingang voor muziekbedradingen. Aan de onderkant bevindt de microfoon en een microUSB-uitgang. De volumeknoppen zitten aan de rechterzijkant van het toestel. Het toestel kwam uit in het zwart en zilverkleurig. Later zijn ook blauw en rood toegevoegd.

## Hardware

### Scherm
De HTC One heeft een lcd-touchscreen van 4,7 inch (11,9 cm) met een Full HD-resolutie van 1080 bij 1920 pixels, wat neerkomt op een pixeldichtheid van 469 ppi. Daarmee was de HTC One de telefoon met het scherm met de grootste pixeldichtheid ter wereld. Dit betekende in praktijk dat dit scherm het scherpste was.

### Snelheid en opslag
De telefoon heeft een 1,7GHz-quadcore-processor van het bedrijf Qualcomm van het type APQ8064T Snapdragon 600. Het werkgeheugen bedraagt 2 GB RAM en het opslaggeheugen kan bestaan uit 32 of 64 GB ROM. Het opslaggeheugen kan niet worden uitgebreid middels een microSD-kaart. Wel krijgt de gebruiker 25 GB extra opslaggeheugen via clouddienst Dropbox.

### Camera
De telefoon beschikt over een speciale ultrapixelcamera. Deze camera beschikt over drie sensoren van 4,3 megapixels in plaats van één 13 megapixel-sensor. Dit zou de fotokwaliteit moeten verbeteren. Zo wordt er volgens HTC bijvoorbeeld 300 procent meer licht opgevangen dan bij een standaard 8 megapixel-sensor. Naast de camera bevindt zich een led-flitser. Aan de voorkant bevindt zich tevens nog een camera met een resolutie van 2,1 megapixel, die vooral gebruikt wordt voor videobellen.

## Software
De HTC One is uitgerust met het besturingssysteem van de Amerikaanse zoekgigant Google, Android 4.1.2, ook wel "Jelly Bean" genoemd. HTC rolde een update naar Android 5.0 "Lollipop" uit.
Als grafische schil maakt HTC geen gebruik van de standaard ingebouwde gebruikersinterface. Het bedrijf voegde zijn eigen grafische schil toe, genaamd HTC Sense UI. Dit is de vijfde versie van de grafische schil en is helemaal herontworpen om alles zo minimalistisch over te laten komen. Het doet denken aan Windows Phone, die ook allebei minimalistisch zijn en waarvan het startscherm uit live-schermen bestaat. Bij Sense UI heet dat BlinkFeed en laat de gebruiker gelijk wat informatie uit sociale media, nieuwssites en RSS-feeds zien.
Ook zit op de telefoon standaard de applicatie Sense TV inbegrepen. Met de applicatie kan de telefoon als afstandsbediening worden gebruikt, door middel van een ingebouwde infrarood sensor. Ook kan de gebruiker televisiegidsen doorbladeren en een alarm instellen op het moment wanneer een programma begint. De applicatie werd ook uitgebracht voor alle Android-toestellen van bekende fabrikanten.
Als men twee keer op de thuisknop tikt, verschijnt er een lijst met recente applicaties. Als men diezelfde thuisknop lang ingedrukt houdt, wordt Google Now geopend. Dit is een spraakherkenningssysteem vergelijkbaar met Apples Siri en de BlackBerry 10-spraakassistent.